# キャッシュ・アンド・キャリー (政策)
キャッシュ・アンド・キャリー（英: Cash and Carry）とは、1939年9月21日、フランクリン・デラノ・ルーズベルト米大統領が、欧州での戦争勃発後に米国議会の合同会議で発表した政策である。1937年に制定された中立法に代わるもので、交戦国は、受領者が現金で直ちに支払い、自国の船舶を使って輸送する際のすべてのリスクを負う限り、非軍事品のみを米国から購入することができた。後に改正された1939年の中立法は、同じキャッシュ・アンド・キャリー方式で交戦国に軍用武器を販売することを認めた。

## 経緯

### 背景
ナイ委員会の結論は、第一次世界大戦へのアメリカの参戦は武器製造業者の私利私欲によって推進されたと主張したため、多くのアメリカ人は、交戦国への投資は最終的にアメリカの戦争参加につながると考えていた。この法律は1936年に更新され、後に1937年5月まで延長された。この法律は、交戦国への戦争用具の販売や資金の貸し出しをいかなる条件でも禁止した。外国船で旅行する米国の乗客は、自己責任でそうするよう勧告された。
1937年の中立法はこの政策を継続し、さらに米国民が交戦国の船で旅行することを禁じた。
しかし交戦国は、現金で支払い、アメリカ船で輸送しないことを条件に、非軍事品を購入することができた(石油などの原材料は「戦争の道具」とはみなされなかった）。(ルーズベルトは、枢軸国との戦争においてイギリスとフランスを支援する意図的な方法として、「現金輸送」条項を盛り込むように仕向けた。 

### 1939年の中立法
1939年の春になると、ルーズベルトはドイツ、日本、イタリアの軍国主義的な政策に対処するための柔軟性を求めていた。もともとは1939年の初めにキー・ピットマン上院議員（民主党）によって議会に提出されたもので、1939年5月に失効した1937年の中立法に取って代わるための法案であった。
孤立主義者たちは、法案を可決すれば米国がヨーロッパの紛争に巻き込まれると懸念したためである。しかし、1939年9月にドイツがポーランドに侵攻すると、議会の多くの議員の立場は変わった。ジョージ・W・ノリスGeorge W. Norris上院議員は、「もし廃案にすれば、イギリスとフランスを助けることになる。もし廃止できなければ、ヒトラーとその同盟国を助けることになる。絶対的中立は不可能だ」。
11月2日、下院は1935年法の条項を廃止するピットマン法を243対181の賛成多数で可決した[6]。大統領は11月4日に署名した。同法は交戦国への融資とアメリカ艦船の使用を引き続き禁止したが、武器売却の禁止は解除した。
この政策の目的は、ドイツと戦争している連合国に戦争資材を購入させる一方で、アメリカには中立の体裁を保つことだった。世界恐慌から抜け出し、アメリカ経済は回復しつつあった。製造業のさらなる成長は経済を前進させるだろう。キャッシュ・アンド・キャリー・プログラムは、米国の製造業を刺激する一方で、連合国、特にイギリスが必要とする軍備を購入することを可能にした。
1939年に制定された「キャッシュ・アンド・キャリー」法は、1936年の中立法以来続いていた武器禁輸を事実上終了させ、ルーズベルトのレンドリース計画に道を開いた。

## 関連文献
- Bailey, Gavin J. (2013). The Arsenal of Democracy: Aircraft Supply and the Evolution of the Anglo-American Alliance, 1938-1942. Edinburgh: Edinburgh University Press. ISBN 9780748649730
- Divine, Robert (1969). Roosevelt and World War II. Baltimore, MD, USA: Johns Hopkins University Press. pp. 5–48